# 玉珠峰
玉珠峰又称可可赛极门峰，位于青海省中部，格尔木南160公里，昆仑山口以东10公里，海拔6178米，为昆仑山脉东段最高峰。因其山高而平缓，交通便利，登山季节长，通常在4-10月较适合攀登，比较适合登山初学者攀登。是国家登山队训练基地。
玉珠峰的南北坡均有现代冰川发育，地形特点南坡缓北坡陡。其南坡登山路线清楚明了，技术要求较低，但大本营海拔较高，为海拔5050米左右。北坡路线较为复杂，有冰壁和冰裂缝。玉珠峰的峰顶比较平坦，上面有一个铁架子（早期飞机目视导航用），是峰顶的标志。

## 备注
1. ↑  可可赛极门即蒙古语“美丽而危险的少女”[1]。